# Fiat 124 Spider
De Fiat 124 Spider is een achterwielaangedreven roadster van Fiat, voor het eerst gepresenteerd door FCA op de LA Auto Show van 2015.
De auto is grotendeels gebaseerd op de vierde generatie van de Mazda MX-5 roadster, en wordt op dezelfde productielijn gebouwd in de Mazda-fabriek in Hiroshima. De 124 deelt bodemplaat, interieur, ramen en dak met de MX-5, maar heeft een door Fiat ontworpen en gebouwde Multiair turbomotor. Grootste verschil is het Italiaanse carrosserieontwerp. Naast een hele andere uitstraling levert dit ook een net wat grotere lengte en kofferbak op dan de MX-5. Van de 124 Spider is er in 2016 ook een sportievere en sterker gemotoriseerde variant op de markt gebracht onder de naam Abarth 124 Spider.
De modelnaam en het carrosserieontwerp verwijzen sterk naar de door Pininfarina ontworpen Fiat 124 Sport Spider, die van 1966 tot 1985 geproduceerd werd.
Huidige modellen: 
124 Spider ·
500 ·
500e ·
500L ·
500X ·
600 ·
Aegea ·
Argo ·
Cronos · 
Doblò · 
Ducato ·
Fiorino ·
Fullback ·
Linea ·
Palio · 
Panda · 
Punto · 
Qubo ·
Scudo · 
Siena ·
Strada ·
Tipo · 
Ulysse
Historische modellen na de Tweede Wereldoorlog: 
124 · 
125 · 
126 · 
127 · 
128 · 
130 · 
131 · 
132 · 
133 · 
147 · 
148 · 
242 ·
500 ·
600 · 
600 Multipla · 
850 · 
1100 · 
1200 · 
1300/1500 · 
1400/1900 · 
1800/2100 · 
2300 · 
Albea ·
Argenta · 
Barchetta · 
Bianchina ·
Bravo · 
Brío · 
Campagnola · 
Cinquecento · 
Coupé · 
Croma · 
Dino · 
Duna · 
Elba ·
Fiorino ·
Freemont ·
Grande Punto ·
Idea ·
Marea · 
Marengo · 
Mod 5 · 
Multipla · 
Oggi · 
Panorama · 
Penny · 
Prêmio · 
Regata · 
Ritmo · 
Sedici ·
Seicento · 
Spazio · 
Stilo ·
Talento · 
Tempra · 
Tipo · 
Turbina · 
Uno · 
Vivace · 
X1/9
Historische modellen voor de Tweede Wereldoorlog: 
1 · 
1T · 
10 HP · 
12 HP · 
24 HP · 
2B Torpedo · 
4 HP · 
501 · 
502 · 
503 · 
505/507 · 
508 · 
509 · 
510/512 · 
514 · 
515 · 
518 · 
519 · 
520 · 
521 · 
522 · 
524 · 
525 · 
527 · 
60 HP · 
70 · 
801 · 
1100 · 
1500 · 
2800 · 
Brevetti · 
Laundolet · 
Modello O · 
Tipo 2 · 
Tipo Torpedo · 
Topolino · 
Zero